# Marine géorgienne
 (août 2008).
Si vous disposez d'ouvrages ou d'articles de référence ou si vous connaissez des sites web de qualité traitant du thème abordé ici, merci de compléter l'article en donnant les références utiles à sa vérifiabilité et en les liant à la section « Notes et références ».

Pavillon de la marine géorgienne

La marine géorgienne (en géorgien : საქართველოს სამხედრო საზღვაო ძალები), composante navale de l'armée géorgienne, a été fondée en 1991 et dissoute en 2009.

## Historique

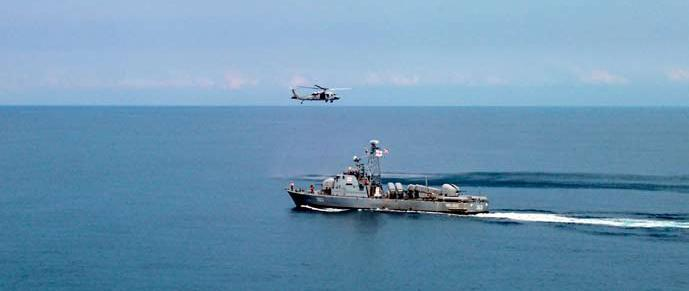
Le Dioskuria.

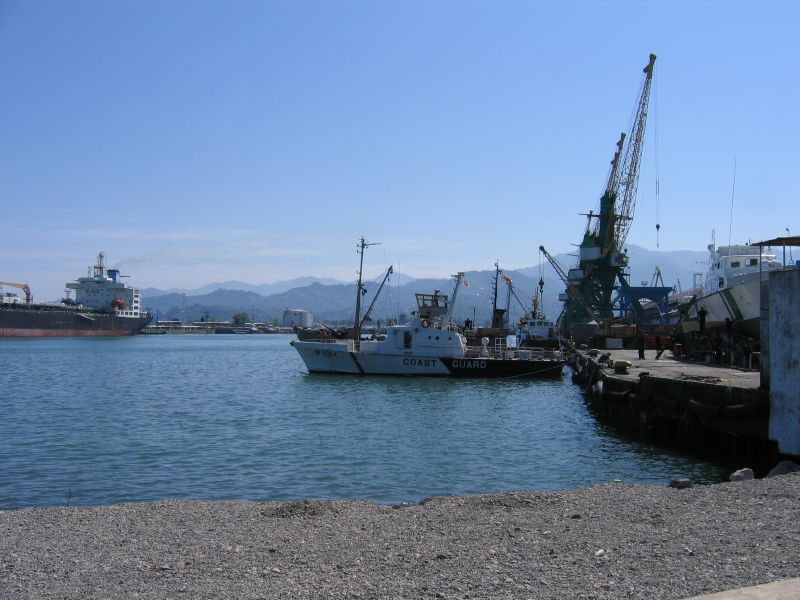
Bateau des garde-côtes dans le port de Batoumi.

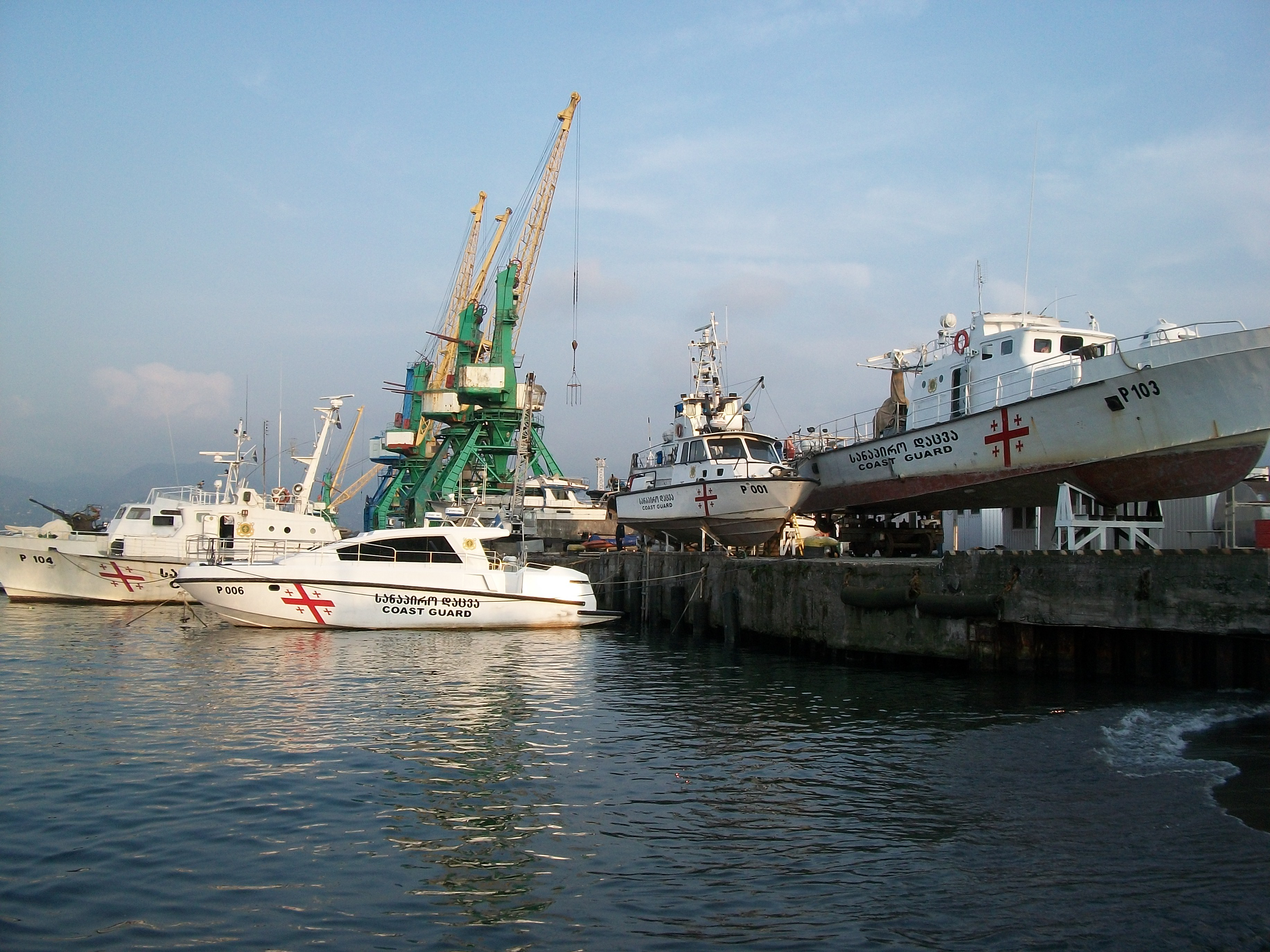
Bateaux de la garde côtière géorgienne en 2009. Les anciens navires militaires ont quitté la peinture grise militaire pour le blanc civil.

En février 1990, le gouvernement géorgien a mis sur pied une commission pour la création de forces armées nationales. L'un des groupes de cette commission, dirigée par le capitaine Alexander Javakhishvili, un ancien commandant d'un sous-marin nucléaire soviétique, était responsable de la construction d'une marine. L'embryonnaire marine géorgienne ne disposait que de quelques petits navires de lors de la naissance de ce pays et n'a pas été inclus dans les négociations initiales russo-ukrainiennes sur la partition de la flotte de la mer Noire soviétique lors de la dissolution de la marine soviétique en 1992.
Les deux seules opérations navales importantes au cours de la  guerre d'Abkhazie comprennent l'évacuation en août 1992 de 173 femmes et enfants et la destruction d'un camp pro-abkhaze du chef de guerre tchétchène Chamil Bassaïev en avril 1993. Le 7 juillet 1993, le dragueur de mines géorgien Gantiadi, sous le commandement de Shukri Kopaliani, patrouillant au large de Tamysh, a remporté une victoire sur plusieurs bateaux abkhazes. Cela a été célébré comme la Journée de la marine géorgienne.
Le marine a commencé à équiper des navires de pêche de canons antiaériens de petits calibres et de mitrailleuses. En 1996, la Géorgie a réitéré ses demandes sur une partie de la flotte ex-soviétique de la mer Noire, et le refus de la Russie d'attribuer une partie de cette flotte est devenue une autre pomme de discorde dans la détérioration progressive des relations russo-géorgiennes. L'Ukraine de son côté a fourni plusieurs bateaux de patrouille et commence à former les équipages géorgiens. En 2001, la Géorgie devient membre fondateur de la BLACKSEAFOR.
Avant la guerre russo-géorgienne de 2008, elle comptait 19 navires et 531 hommes, dont 181 officiers, 200 officiers mariniers, 114 membres d'équipage et 36 civils, placés sous le commandement de Mamuka Balakhadze. Le principal port d'attache est Poti sur la mer Noire.
Les deux principaux bâtiments de combat, le Tbilissi (თბილისი), navire soviétique obtenu de l'Ukraine en 1999, et le Dioskuria (დიოსკურია), navire français du type La Combattante (1971), obtenu de la Grèce en 2004 (anciennement PG Ypoploiarchos Batsis, P17, armée 2 canons de 35 mm et 2 lance-torpilles de 533 mm, ainsi que quatre autres bateaux des garde-côtes abandonnés dans le port de Poti en août 2008 car hors d'état de naviguer ont été sabordés par l'armée russe qui avait pris le contrôle de la ville sans combattre le soir du 12 août. Les autres bateaux ont été transférés dans le port de Batoumi avant l'arrivée des Russes.
Lors de ce conflit, les pertes humaines pour la marine furent de cinq hommes. La marine est incorporée depuis 2015 parmi les garde-côtes, qui dépendent du ministère de l'Intérieur.

## Inventaire en 2000
La marine géorgienne compte en janvier 2000, 12 navires d'origine soviétique, turque et allemande. Le tout est servi par environ 2000 hommes.
- 1 patrouilleur de classe Stenka[2]
- 1 patrouilleur ex-dragueur de mine de classe type 331 (ex-allemand)[2]
- 3  patrouilleurs de classe Zhuk[2]
- 3  patrouilleurs basés sur divers navires modifiés[2]
- 4 vedettes basées sur divers navires[2]